# Kleinkastell Tetrapyrgium

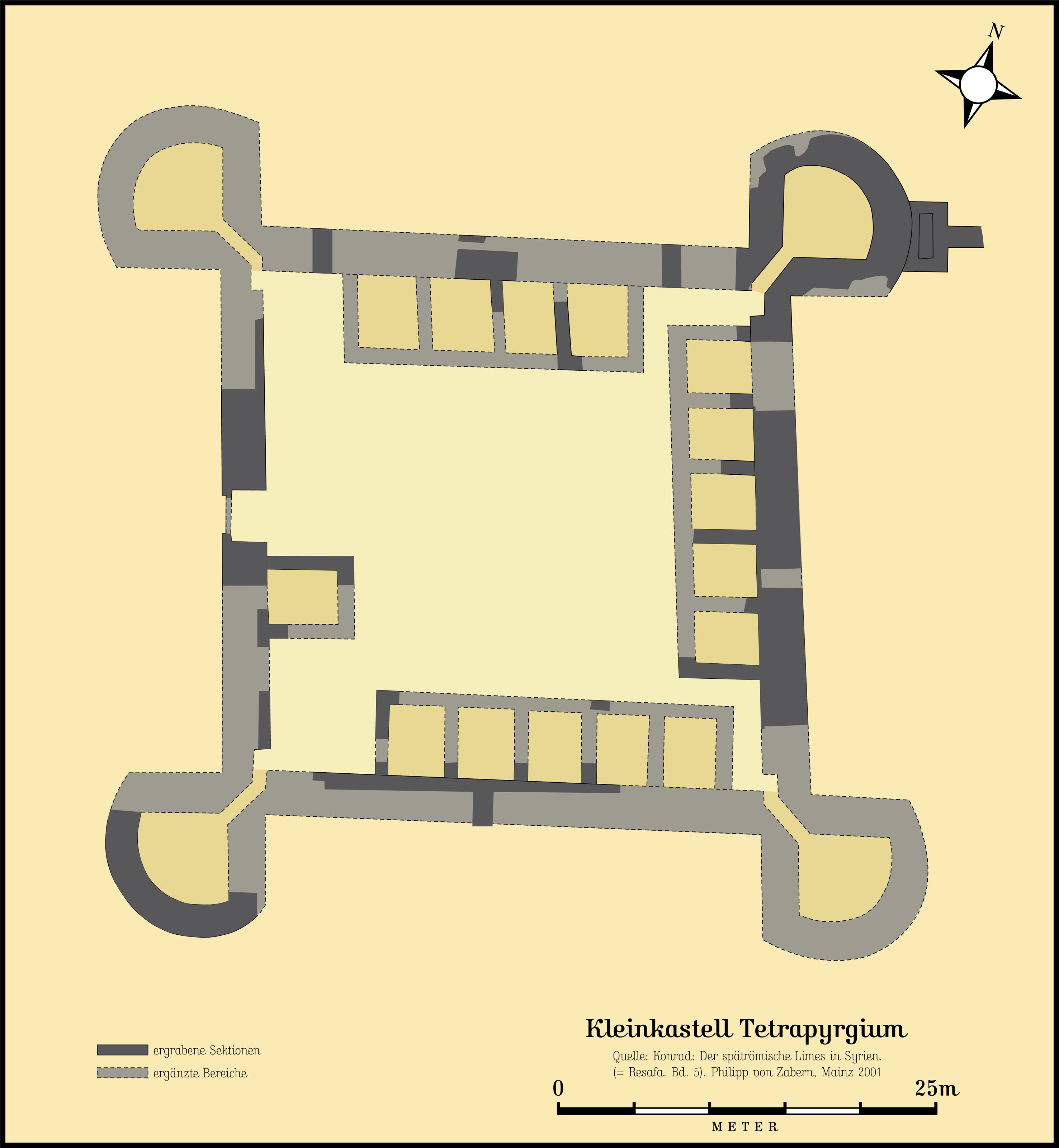
Das Kleinkastell Tetrapyrgium nach den Grabungsbefunden bis 1994.

Das Kleinkastell Tetrapyrgium war eine römische Garnison, die als spätantike Grenzfestung für die Bewachung eines Abschnitts der Strata Diocletiana in der römischen Provinz Syria Euphratensis zuständig war. Die Wüstenstraße markierte seit der Regierungszeit des Kaisers Diokletian (284–305) mit einer offenen, aber schwer bewachten Grenze das damals von Rom beanspruchte Territorium. Nach den archäologischen Untersuchungen an der Fortifikation von Tetrapyrgium war es erstmals möglich, detaillierte Aussagen über das Aussehen und die Lage einer spätrömischen Befestigung am nordsyrischen Limes vorzunehmen. Zudem wurde dort erstmals der archäologische Nachweis einer vorausgehenden frühen Grenzsicherung am nordsyrischen Limesabschnitt für die Mitte des 1. Jahrhunderts n. Chr. erbracht.

## Lage
Die am nordsyrischen Limes auf einer Niederterrasse gelegene Kleinfestung wurde möglicherweise zusammen mit ihrem großen, nachträglich befestigten Vicus (Lagerdorf) planmäßig angelegt. Wie üblich, gab es an dem gewählten Standort in der flachen Wüstensteppe während der Regenzeiten günstige Möglichkeiten der Wassergewinnung, um Landwirtschaft betreiben zu können und damit die Truppe sowie die Dorfgemeinschaft ausreichend mit Grundnahrungsmitteln zu versorgen. 120 Meter südöstlich des Kleinkastells fand sich eine große, birnenförmige Zisterne. Rund 250 Meter nördlich der Siedlung befanden sich noch drei weitere Zisternen gleicher Bauart.
Die Etappenstation an der Strata Diocletiana lässt sich samt ihrer Siedlung aufgrund ihrer Hügellage schon von Weitem in der Ebene ausmachen. Zum nördlich gelegenen, rund 12,5 Kilometer (rund acht römische Meilen) entfernten Legionslager Sura am Euphrat bestand Sichtverbindung und auch mit der Besatzung des 16 Kilometer südlich anschließenden Reiterkastells Resafa konnte vermutlich mit Hilfe optischer Signale Kontakt gehalten werden. Der Quadriburgus wurde mittig über dem nördlichen Ende eines an dieser Stelle abfallenden Hügels errichtet. Der Vicusbereich westlich und östlich des Kleinkastells lag rund zwei bis drei Meter tiefer. Im Süden ist das Terrain zunächst gleichfalls abschüssig, steigt dann jedoch sofort wieder steil zur Hügelkuppe empor und überragt das natürliche Bodenniveau, auf dem die Befestigung errichtet wurde, um einen Meter. Die Erbauer wählten für die Fortifikation somit nicht den höchsten Geländepunkt, sondern errichteten sie stattdessen auf einer etwas tiefer gelegenen Terrasse des Hügels.

## Name und Forschungsgeschichte
Auf seinen Reisen zwischen 1908 und 1915 identifizierte der Orientalist Alois Musil (1868–1944) als Erster die vom Sand überwehte Ruinenstätte Quasair as-Saila  mit dem antiken Tetrapyrgium.
Dieser griechische Ortsname steht gleichzeitig als Synonym für den dort errichteten Kastelltyp (Vier[türme]burg). Das entsprechende lateinische Wort, mit dem diese spätantiken Anlagen bezeichnet werden, lautet Quadriburgus. Außer einem Reisebericht des anonymen Pilgers von Piacenza um 570 n. Chr. (dort als civitas Tetrapyrgium), sind bisher keine weiteren zeitgenössischen Quellen zu diesem Namen bekannt geworden. Ältere Publikationen mit der Behandlung des Quasair as-Saila legten 1929 der Orientalist René Dussaud (1868–1958) sowie – 1930 und 1931 – die an der Sankt-Joseph-Universität in Beirut tätigen Jesuiten und Archäologen René Mouterde (1880–1961) und Antoine Poidebard (1878–1955) vor.
Das Kastell wurde ab 1992 durch die Archäologin Michaela Konrad erforscht und publiziert. Als weiterer Mitarbeiter fungierte unter anderem Markus Gschwind. Die durch den Kostendruck nur in sehr begrenztem Umfang möglichen mehrjährigen Ausgrabungen fanden im Rahmen eines Limesprojekts der Station Damaskus des Deutschen Archäologischen Instituts (DAI) statt, die zwischen 1992 und 1996 mit gezielten Feldforschungen dem Limesverlauf nachgingen. Der Grabungsplatz wurde gewählt, da die Anlage bisher ungestört und in nicht allzu großer Tiefe lag. Zudem interessierte die Archäologen ein Garnisonsort, für den nur rein spätrömisch-frühbyzantinisches Fundgut vorlag und der nach damaliger Meinung in den Jahren 636/638 n. Chr. endgültig aufgelassen wurde. Diese Mutmaßungen stellten sich allerdings bereits während der ersten Kampagne als Trugschluss heraus. Bereits 1990 war eine Probesondage erfolgt, bei der ein sehr gut erhaltenes Stück der östlichen Kastellumwehrung zu Tage kam. Aus diesem Anlass wurde die Grabung an der Ostseite des Kleinkastells begonnen. Nachdem die Freilegung der Fortifikation in der Kampagne des Jahres 1993 abgeschlossen werden konnte, untersuchten die Ausgräber 1994 partiell den Vicus und dessen Umwehrung. Mit dieser Kampagne war das damalige Limesprojekt in Tetrapyrgium abgeschlossen.
Wie bei anderen Fundplätzen in Syrien, die in der Bevölkerung bekannt geworden sind, ist auch dieses Kleinkastell und sein Vicus von einer völligen Zerstörung durch Raubgräber bedroht, wenn dies möglicherweise nicht bereits geschehen ist.

## Baugeschichte
Die frühesten römischen Funde aus Qusair as-Saila stammen noch aus der Zeit vor und um die Mitte des 1. Jahrhunderts n. Chr. Möglicherweise bestand dort – wie vielleicht auch in Sura – ein unter dem Oberkommando des Gnaeus Domitius Corbulo gegründetes Militärlager. Der Feldherr errichtete während der Schlussphase der Partherkriege 61/62 n. Chr. sowohl entlang des Euphrat als auch offensichtlich im Hinterland an strategisch wichtigen Stellen Garnisonen. Während der Forschungen zwischen 1992 und 1996 konnten damit die vom Byzantinisten Ernst Honigmann 1931/32 aufgestellten Thesen erstmals archäologisch nachgeprüft werden.
Die Gründung militärischer Stützpunkte unter Gnaeus Domitius Corbulo gab damit wohl den Anstoß für die weitere Entwicklung der Grenzanlagen. Auch aus der Amtszeit des Statthalters Marcus Ulpius Traianus (73/74–77/78 n. Chr.) liegt Fundmaterial aus Qusair as-Saila vor. In denselben Zeitraum fallen Objekte, die sich in Resafa fanden. Eine Inschrift aus Sura gehört ebenfalls dieser Epoche an. Spätestens mit dem Ausbau der Via Nova Traiana während der Regierungszeit des Kaisers Trajan (98–117) wird die römische Reichsgrenze an diesem Abschnitt den gleichen Verlauf genommen haben wie in der Spätantike. Lediglich nach der Vorverlagerung des Limes, die der Einnahme Mesopotamiens im Jahr 166 folgte, verlor die Straße entlang der bisherigen Grenzorte zeitweilig ihre Bedeutung. Die Rücknahme des Limes hatte seine Ursache in den Sassanideneinfällen (231–266), der Erhebung von Palmyras Königin Zenobia (266–271) sowie erneuten Perserkriegen ab 287.
Unter Diokletian wurde damit begonnen, Roms Ostgrenze vom Roten Meer bis zum Tigris durch eine dichte Kette von Befestigungen und Wachtürmen abzusichern. Während dieser längerfristig anzusetzenden Phase, die mindestens bis in die Regierungsjahre des Kaisers Konstantin des Großen (306–337) hineinreichte, entstanden an der wieder reaktivierten Grenzstraße Kastell und Vicus Tetrapyrgium. Möglicherweise fasste der Kaiser den Entschluss zum Bau dieser Grenzanlagen während einer Reise nach Palaestina im Jahr 286. Die Ausführung könnte durch die anschließend ausgebrochenen Perserkriege verzögert worden sein. Aber spätestens mit dem 298/299 geschlossenen Friedensvertrag von Nisibis war es möglich, die Bauarbeiten aufzunehmen. Der Vertragsabschluss ist auch der erste sicher bezeugte Aufenthalt Diokletians am Euphrat und gibt wohl den frühesten Zeitpunkt an, zu dem erste Anlagen an der Strata Diocletiana gegründet wurden.

### Konzeption des spätantiken Kleinkastells

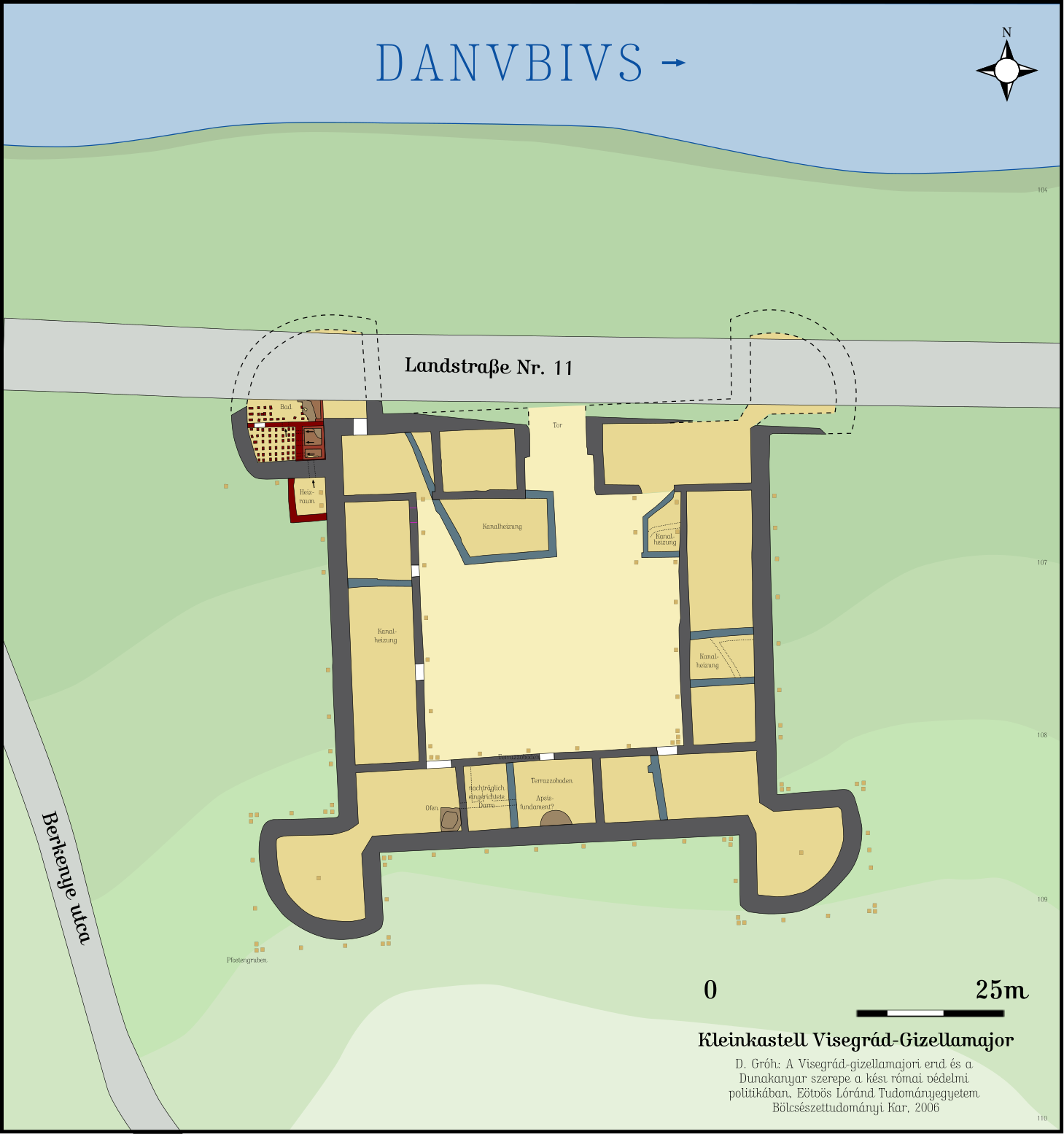
Das baulich sehr ähnlich konzipierte Kleinkastell Visegrád-Gizellamajor am pannonischen Donaulimes.

Die Kleinfestung gehört zu jenem Typ spätantiker Kastelle, der mit einem streng geometrisch gegliederten Aufbau noch stark an ältere militärische Bautraditionen erinnert. Wehrbauten wie diese sind auch aus anderen Provinzen bekannt. So folgt beispielsweise der Grundriss des 34,3 × 34,3 Meter großen Kleinkastells Visegrád-Gizellamajor am pannonischen Donaulimes in Ungarn einem sehr ähnlichen Aufbau. Während der Planungs- und Markierungsphase der Anlage im Gelände nutzten die römischen Ingenieure geometrische Grundformen wie das Quadrat und die daraus resultierende Diagonale. Der Festungsgrundriss wird durch eine quadratische Wehrmauer eingegrenzt, in deren durch Diagonalen gebildeten Schnittpunkt eine Groma, das Hauptvermessungsinstrument, stand. Nachberechnungen zeigen, dass diese sicherlich im Vorfeld der Erbauung festgelegten Maßvorgaben sehr genau eingehalten wurden. Auch die Gesamtausrichtung der Befestigung im Gelände, die einer gedachten Nord-Süd- bzw. West-Ost-Achse relativ genau folgt, bestätigt diese sorgfältige Planung. Alle vier Ecken der Umwehrung wurden durch weit über die Kurtinen hervorspringende, leicht über den Viertelkreis gezogene Fächertürme mit elf Metern Seitenlänge gesichert, die wahrscheinlich ziegelgedeckt waren; das einzige Tor befand sich an der Westseite des Kleinkastells. Fächerförmige Türme haben sich in ihren westlichsten Beispielen über Pannonia bis an die Westgrenze der Provinz Noricum Ripense (Kastell Boiotro) erhalten.
Das grundsätzliche Konzept von Kleinkastellen wie Tetrapyrgium, deren früheste Vertreter bereits zur Zeit der Tetrarchie entstanden, hielt sich bis weit in die Spätantike. Trotz Distanzierung von der die frühe und mittlere Kaiserzeit prägenden streng gegliederten Innenbebauung besitzen spätrömische Wehrbauten im ganzen Römischen Reich spezifische Charakteristika, die über alle Zeitströmungen hinweg in ähnlicher Form erhalten blieben. Dazu gehört die sich schon im fortgeschrittenen Prinzipat abzeichnende Entwicklung der immer weiter aus den Kurtinen hervorspringenden Türme und die letztendliche Herausbildung von mehreckigen, runden und halbrunden Turmgrundrissen, die das Verteidigen der Festung für Bogenschützen und Torsionsgeschütze vereinfachte.

### Datierung
Wie Konrad aufgrund fehlender Befunde feststellen konnte, wurde die Garnison von Tetrapyrgium erst nach der Zeit der Tetrarchie gegründet. Sie datierte das Kleinkastell daher „nicht vor“ die Regierungszeit Konstantins des Großen. Da Konstantin erst als alleiniger Regent des römischen Reiches ab 324 alle Verfügungsgewalt über die Ostprovinzen bekam, könnte hier der Terminus post quem liegen. Für das erwähnte, baulich vergleichbare Kleinkastell Visegrád-Gizellamajor legten die Ausgräber den Gründungszeitpunkt in die Regierungszeit des Kaisers Constantius II. (337–361). Die von vielen spätantiken Kastellplätzen her bekannten fächerförmigen Türme sind für diese Zeitstellung typisch und lassen sich sowohl an der Strata Diocletiana als auch in anderen Reichsteilen beobachten.

### Umwehrung
Vor dem Bau des leicht trapezoiden, von Kurtine zu Kurtine 38,2 × 37,2 Meter (= 0,10 ha) großen Quadriburgus waren die unebenen Stellen des anstehenden mergeligen Felsens mit Steinmaterial ausgeglichen worden. Anschließend gründeten die Erbauer das Kleinkastell direkt auf dem so präparierten Unterboden, wobei die Kastellmauer bei höher aufstehenden Felspartien auch in den Boden eingetieft wurde. Auf der wetterabgewandten Ostseite war die Umwehrung aus annähernd quadratischen Lehmziegeln in einem ausgezeichneten Zustand und noch bis zu 4,05 Meter hoch erhalten. Nur im Bereich der obersten Ziegellagen, die 15 Zentimeter unter dem Sand zu Tage kamen, waren stärkere Erosionsschäden auszumachen. Die rund 3,30 Meter breiten, unteren Lagen dieses Mauerabschnitts bestehen aus einem 2,20 bis 2,40 Meter hohen teilbehauenen Bruchstein-Schalenmauerwerk, das in Lehm gesetzt und von außen mit weißem Gips verputzt worden war. Als Ausgleichslagen ließen sich flache Steine feststellen. Zwischen den Mauerschalen befand sich eine Lehm-Stein-Packung. Die Umfassungsmauer setzte direkt auf den anstehenden auf. Die Ausgräber konnten feststellen, dass die Mauer im unteren Sockelbereich sehr sorgfältig ausgeführt war, während die Erbauer in den oberen Lagen durchaus Mut zu kleineren Lücken hatten: Unter anderem wechselten Steine verschiedener Größe in willkürlicher Ausrichtung und Anordnung voneinander ab, Lücken waren mit Lehm geschlossen. Auch ein Mühlstein fand als Spolie Verwendung. Hier waren keine Spuren eines Putzes auszumachen. Dieser befand sich lediglich auf Höhe der massiven Sockelzone. Nicht beantwortet werden konnte die Frage, ob es Zinnen an der umlaufenden Brustwehr gegeben hat. Da die nachrömische Feldwirtschaft großflächige Zerstörungen um das Kleinkastell verursacht hatte, bleibt auch die Existenz eines umlaufenden Wehrgrabens spekulativ.
Das einzige Tor des Kastells wurde mittig in die Westseite der Anlage gesetzt. Es wurde in einer sehr robusten und hochwertigen Ausführung angelegt und bestand aus großen, sorgfältig gesetzten Steinblöcken. Die einspurige Zufahrt war 3,25 Meter breit und besaß eine aus rechteckigen Steinplatten gesetzte Pflasterung. An der Außenfront wurde der Eingang mit Hilfe von zwei kleinen sich gegenüberliegenden Torwangen auf 2,50 Meter verjüngt. Ein 15 Zentimeter hoher Schwellstein lag zwischen diesen Wangen.

### Innenbebauung
Die Analyse der Baubefunde ergab, dass zunächst die Umfassungsmauer entstand, bevor mit der Innenbebauung begonnen wurde. Insbesondere wird dies an der durchgehend Weiß vergipsten Sockelmauer deutlich. Erst nach dieser Vergipsung entstanden Mauern, die unmittelbar an die Umwehrung anstießen.
Im Inneren der Anlage wurde eine an die Wehrmauer gelehnte Bebauung festgestellt, die sich an drei Seiten um einen offenen, rechteckigen Hof gruppierte. Lediglich hinter der torseitigen Kurtine im Westen gab es nur einen kleinen Einbau, bestehend aus einem Raum. Die drei großen Baukörper waren Kontubernien mit einer Größe von 15,80, 17,8 sowie 19,3 Quadratmetern. Hier war die Truppe untergebracht. Sollten die Bauten einstöckig gewesen sein, hätten sie Platz für rund 65 bis 70 Mann geboten. Ob diese Unterkünfte ein zum Hof hin geneigtes Pultdach besessen haben oder ein Flachdach trugen, bleibt unbekannt. Da sich in den teilweise hoch erhaltenen Mauern an den Kontubernien keinerlei Spuren von Aussparungen oder entsprechenden Auflagen für eine Balkenlage fanden, wäre mit einer Höhe der Erdgeschossräume von mindestens 3,50 Metern zu rechnen, womit jedoch – insbesondere im Vergleich mit anderen, besser erhaltenen Kastellen – nicht zu rechnen ist. Durch die mehrfach an anderen vergleichbaren Garnisonsstandorten nachgewiesene Wehrganghöhe von 5,70 bis 6,50 Metern muss ein Stockwerk durchschnittlich 2,20 Meter hoch gewesen sein. In Tetrapyrgium ist aufgrund der fehlenden Hilfskonstruktionen davon auszugehen, dass die Decke im Parterre von hölzernen Ständern getragen wurde oder als Lehmziegelgewölbe ausgeführt war.
Auch in dem untersuchten Nordostturm fehlten bis auf eine Höhe von 3,62 Metern Nachweise für Balkeneinlassungen. Die hier vorgefundene Schießscharte lag jedoch 2,85 beziehungsweise 3,02 Meter über dem antiken Gehniveau. Da mit solchen Scharten nicht im Erdgeschoss gerechnet werden kann, lag die Decke hier wohl auf einer Höhe von maximal 2,52 bis 2,82 Metern, was den Deckenhöhen anderer zeitgleicher Kastelle (rund 2,50 bis 2,76 Metern) dieser Limeslinie entspricht. Daher gab es in den Türmen – entsprechend der Kontubernien – alternative Formen der Deckenkonstruktion. Aufgrund fehlender Treppenhäuser war in den Türmen ein Zugang zu den oberen Geschossen wohl nur über Leitern möglich.
Der höchstwahrscheinlich unbebaute Innenhof war teilweise mit Steinplatten ausgelegt, im Bereich des untersuchten Zugangs zum Nordostturm zeigte sich ein Gipsfußboden. Aufgrund der nur durch Schnitte erschlossenen Fortifikation ließen sich dazu jedoch keine endgültigen Aussagen machen, doch war der zentrale Bereich auch in vergleichbaren Kastellen freigehalten worden. Lediglich Zisternen wären hier anzunehmen.

### Ende
Für das Ende der Garnison fanden sich sehr deutliche Belege. Als Schlusspunkt für die Münzreihe konnten die Jahre 518/527 bestimmt werden und in der Zeit um 580 n. Chr. setzte die Feinkeramik aus.

## Vicus
Der Aufbau des 230 × 250 Meter umfassenden Lagerdorfs fiel wahrscheinlich fast zeitgleich mit der Errichtung der Grenzfestung zusammen. Das Gelände am Vicus fällt nach Süden, Westen und Osten sanft ab. Spätestens seit einem ersten Perserkrieg, der während der ersten Hälfte des 6. Jahrhunderts stattfand, wurde die Siedlung von einer eigenen, turmbewehrten Mauer gesichert. Darauf weist eine dort gefundene spätrömische Sigillate der LRC-Gattung Hayes 3G hin, die unter dem antiken Laufniveau eingebettet war. An einer anderen Stelle konnte Konrad beobachten, dass zunächst ein Vicusgebäude zerstört worden war, bevor anschließend an dieser Stelle die Umfassungsmauer entstand. Von einem umfassenden Zerstörungshorizont und einer Verbindung mit dem überlieferten persischen Beutezug des Jahres 540 n. Chr. wollte die Archäologin jedoch nicht sprechen, auch wenn sich unter einem späteren antiken Laufniveau vor dem Kastell eine schmale Brandschicht zeigte, die ebenfalls LRC-Keramik vom Typ Hayes 3G barg.
Die Vicusummauerung zeigte sich während der bis 1994 laufenden Untersuchungen auf der Nordost- und Ostseite noch als deutlicher Schuttwall. Es konnte festgehalten werden, dass die zumeist 1,8 Meter starke Mauer des Lagerdorfs qualitativ wesentlich nachlässiger erbaut worden war als die Umwehrung des Kastells. Vermutlich hatten die Erbauer auch keinen Fundamentgraben ausgehoben, sondern die Mauer lediglich auf das damalige Laufniveau aufgesetzt. Die kleinen Wehrtürme entlang dieser Mauer zeichneten sich als kegelförmige Schutthaufen ab. Rund 80 Meter östlich der Fortifikation stand der nordöstliche Eckturm der Vicusmauer. Genau zwischen diesen beiden Bauten ließ sich noch ein Zwischenturm erkennen. Vom Nordosteckturm zog sich die hier stark zerstörte Mauer weiter nach Süden. Im Abstand von 75 bis 80 Metern (von den Turmmitten aus gemessen) standen hier fünf weitere Zwischentürme. An der Westflanke konnten noch mindestens drei, möglicherweise sogar fünf Türme im Abstand von 60 bis 70 Metern festgestellt werden. Die Dimensionen der Türme schwanken stark. Ein Turm sprang zwei Meter aus der Umwehrung hervor und war 3,80 Meter breit, ein anderer brachte es lediglich auf eine Breite von 1,80 Metern. Er schob sich 1,40 Meter vor die Wehrmauer. Offensichtlich waren die meisten dieser Türme nicht von innen begehbar und trugen lediglich eine Plattform mit Brustwehr. Befunde, die eine spätere Errichtung der Vicusmauer bestätigten, zeigten sich auch am Kleinkastell. Hier wurde deutlich, dass die Befestigung des Lagerdorfs erst nachträglich an die Umfassungsmauer der Garnison angebaut worden war.

## Gräberfeld
Östlichen des Vicus steigt das Land erneut zu einem langgezogenen Hügel an. Dort lag ein mindestens 18.800 Quadratmeter großes Gräberfeld, das von trichterförmigen Vertiefungen und Schuttkegeln übersät war, die teilweise Raubgräber hinterlassen hatten. Auch während der mehrjährigen Untersuchungen unter Konrad entdeckten die Ausgräber immer wieder frisch angelegte Raublöcher. Kegel waren auch durch in sich zerfallene Grabbauten gebildet worden, Vertiefungen konnten ihre Ursache auch in verstürzten Grablegen (Arkosolia) haben. Die gesamte einsehbare Nekropole war von Dachziegeln, Gips- und Kalksteinbruchstücken übersät. Den südlichen und östlichen Abschluss des Gräberfeldes bildete eine Hügelkuppe, das nördliche Ende lag unter einem modernen Acker und war daher nicht zu ermitteln. Da sich die damaligen Grabungen des Deutschen Archäologischen Instituts auf Kastell und Vicus beschränkten, ist näheres zu dieser Nekropole nicht bekannt geworden.

## Häufigkeit der Sigillaten der Late-Roman-C-Formen (LRC) 3 und 10
Die Tabelle folgt Michaela Konrads Angaben.
| Form       | Variante  | Häufigkeit im Kleinkastell (= Klosterareal) | Häufigkeit im Lagerdorf |
| ---------- | --------- | ------------------------------------------- | ----------------------- |
| Hayes 3    | B         | 1                                           | –                       |
| Hayes 3    | E         | 3                                           | 1                       |
| Hayes 3    | F         | 3                                           | 2                       |
| Hayes 3    | G         | 8                                           | 3                       |
| Hayes 3/10 | (ohne BS) | 1                                           | 1                       |
| Hayes 10   | A         | 6                                           | 3                       |
| Hayes 10   | C         | –                                           | 1                       |

Die Sigillaten der spätrömischen C-Ware, Form 3, (Eastern Sigillata C, auch Phocaean Red-Slip-Ware) datieren vorrangig von der Mitte des 5. bis zur Mitte des 6. Jahrhunderts, jene der Form 10 werden dem frühen und mittleren 7. Jahrhundert zugeordnet.

## Nachrömische und frühislamische Entwicklung
Nach Aufgabe des Kastells um 580 verfiel der Garnisonsplatz teilweise. Wie spätumayyadenzeitlichen Münzen anzeigen, etablierte sich in den Ruinen, wohl um 720, eine byzantinische Klosteranlage, die jedoch nur kurze Zeit bestand. Bei der Errichtung des Klosters wurde teilweise römisches Baumaterial sekundär wiederverwendet. Diese nachkastellzeitliche Nutzung hat viele architektonische Details der Garnison in Tetrapyrgium zerstört beziehungsweise überlagert. Mit Münzen des von 724 bis 743 regierenden Kalifen Hischam endet das sicher datierbare Fundgut des Klosters bereits wieder. Die in der Planierung der Anlage gefundenen wenigen abbasidischen Keramikscherben gehören bereits einer neuen Kulturschicht an.
Zur Zeit der Klostergründung kann noch von einer nachkastellzeitlichen Siedlungskontinuität auf dem Areal des Lagerdorfs ausgegangen werden. Ein Topf mit kragenförmig, nach außen verdicktem Rand, der aus einem umayyadenzeitlichen Keramikhort stammt, ist ein Hinweis darauf, dass ältere Traditionen auch während der frühislamischen Zeit gepflegt wurden.
Kurz nach dem Beginn der abbasidischen Herrschaft im Jahr 750 verlieren sich die Siedlungsspuren in Tetrapyrgium. Wie andere antike Stätten in Syrien, die von der byzantinisch-griechischen Bevölkerung geräumt wurden, brach damit auch hier die lokale Überlieferung ab. Daher ist Tetrapyrgium bis in die Neuzeit nur durch seine neuere, arabisch-beduinische Benamung als Qusair as-Saila bekannt geworden.